# Jeanne-Élisabeth Chaudet
Jeanne-Élisabeth Chaudet (geboren als Jeanne-Élisabeth Gabiou) (Parijs, 23 januari 1767 - aldaar, 18 april 1832) was een Frans kunstschilder. 

## Biografie
Jeanne-Élisabeth Gabiou werd geboren op 23 januari 1767 in Parijs als dochter van Louis Gabiou, een pruikenmaker. Haar oudste broer, Jean-Frédéric Gabiou, notaris in Parijs, trouwde met zijn nicht Marie-Élisabeth Lemoine, die net zoals haar twee zussen Marie-Victoire en Marie-Denise een schilderes was. Gabiou werd in haar familiale omgeving aangemoedigd voor haar creativiteit, en eveneens door haar leraar, de beeldhouwer Antoine-Denis Chaudet, met wie ze in 1793 trouwde. Na de dood van Chaudet in 1810 hertrouwde Jeanne-Elisabeth twee jaar later met Pierre-Arsène-Denis Husson, een hoge financiële ambtenaar. Ook na dit huwelijk bleef ze tot 1817 op het Parijse salon exposeren. Op 18 april 1832 overleed Chaudet op vijfenzestigjarige leeftijd ten gevolge van cholera. In 1843 liet haar tweede echtgenoot tien schilderijen na aan het Museum voor Schone Kunsten in Arras, waarvan er helaas negen werden vernietigd door de bombardementen van juli 1915 tijdens de Eerste Wereldoorlog.

## Carrière
Na haar debuut op het Salon de la Correspondance in 1785, nam Jeanne-Élisabeth regelmatig deel aan openbare tentoonstellingen op het Parijse salon van 1796 tot 1817, waar ze een zeker succes boekte bij zowel critici als het publiek. Na in 1798 een echt succes te hebben behaald met haar Portrait de Mme Gérard, bevestigde de ze haar populariteit een jaar later met Une petite fille voulant apprendre à lire à son chien, dat opviel door zowel de originaliteit van het onderwerp als door haar kwalitatieve technieken.
Haar stijl varieerde in de loop van de jaren. Heer eerste schilderijen volgden de stijl van Jean-Baptiste Greuze, terwijl ze haar latere werken in de stijl van Théodore Géricault schilderde.
De artistieke loopbaan van Jeanne-Élisabeth Chaudet is kenmerkend voor die van vrouwelijke kunstenaars uit de postrevolutionaire periode die, na een zeker succes in hun tijd te hebben genoten, vergeten werden in de geschiedenis van de Franse kunst. Na een tentoonstelling uit 1974, "Van David tot Delacroix. Franse schilderkunst van 1774 tot 1830", waar haar schilderij Une jeune fille pleurant son pigeon mort werd getoond, werd haar werk deels herontdekt.
Haar werk Portrait de Madame Villot, née Barbier werd opgenomen in het boek Women Painters of the World uit 1905.

## Werken (selectie)

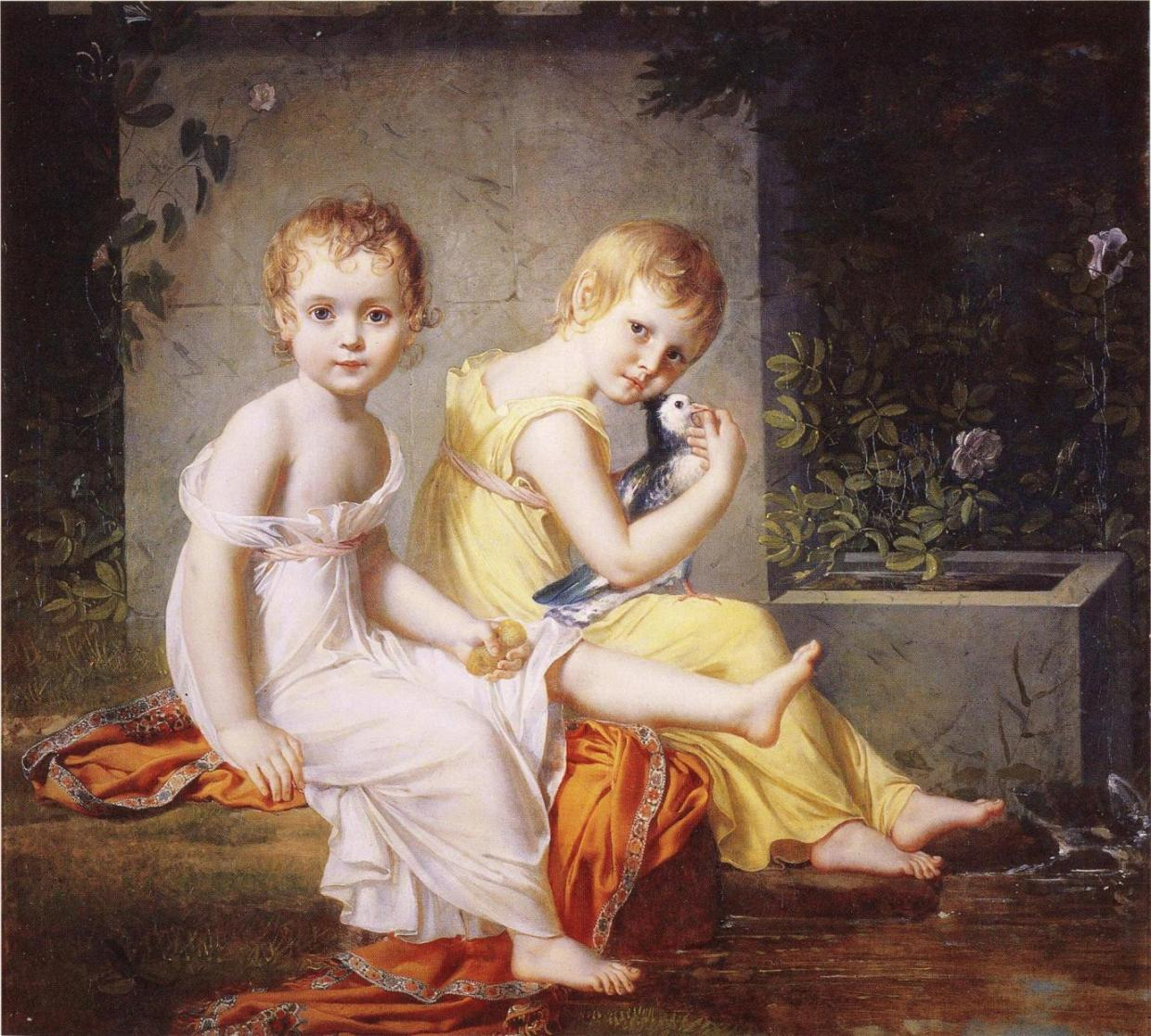
Gustave et Wilhelmina Armfelt, 1802, locatie onbekend.
Jeune Fille pleurant son pigeon mort, 1808, musée des Beaux-Arts d'Arras.
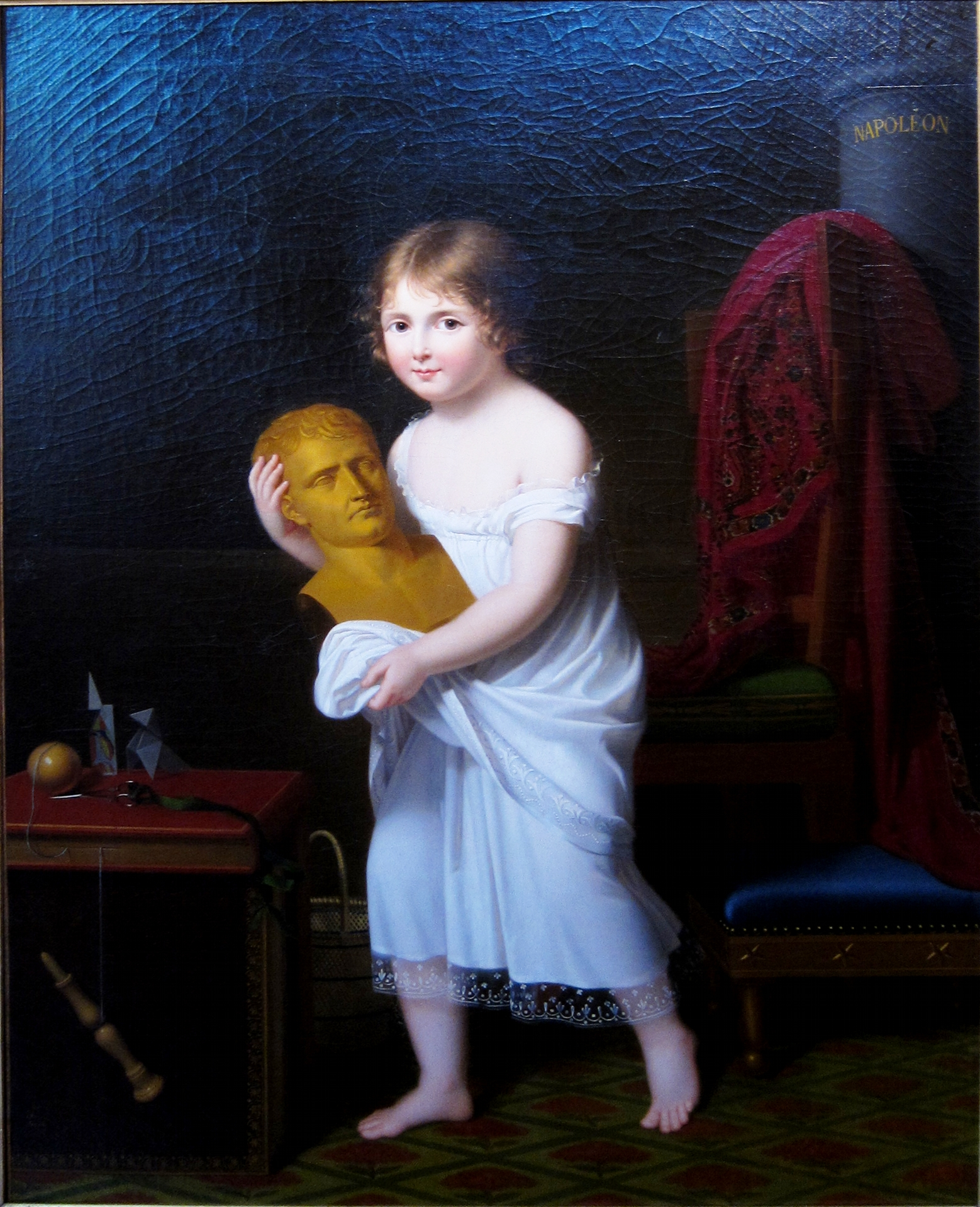
Marie-Laëtitia Murat portant un buste de Napoléon, rond 1810, Ajaccio, musée Fesch.
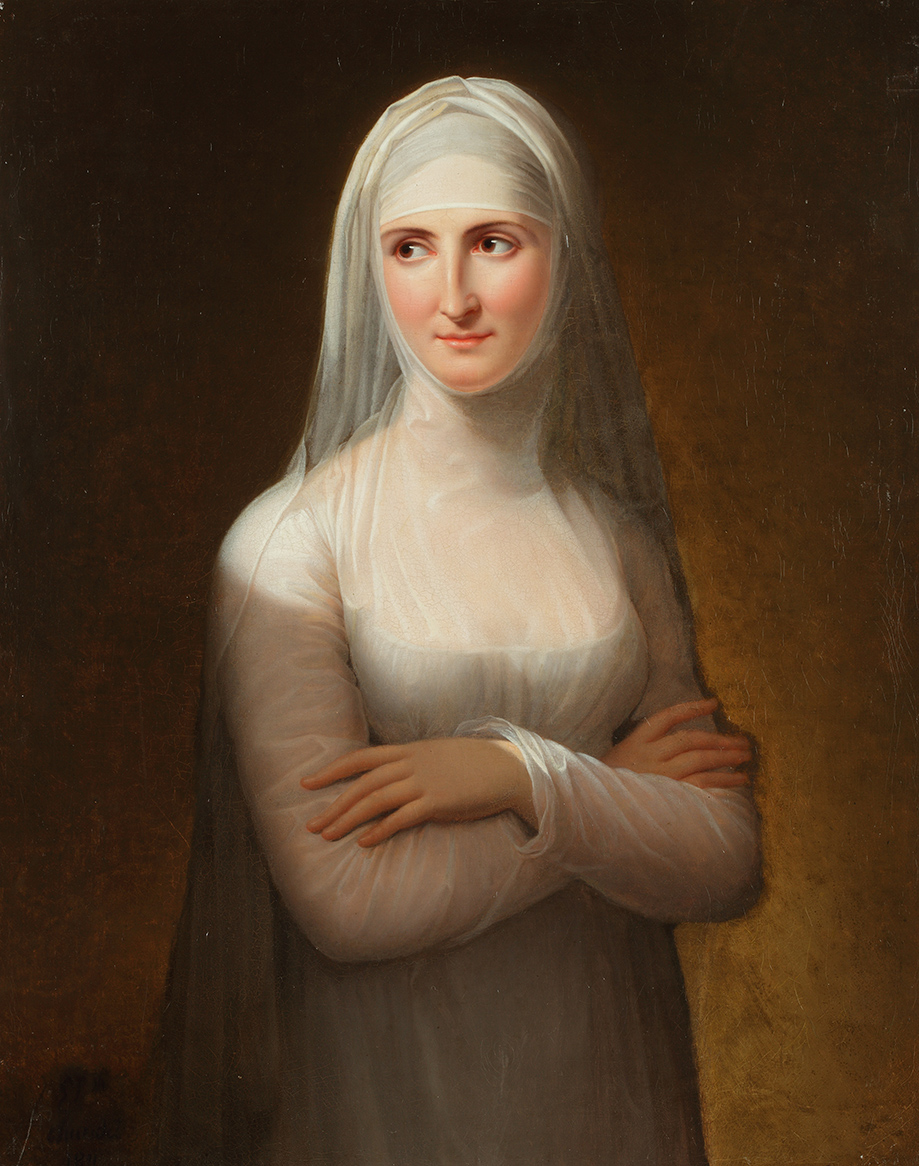
Portrait d'une dame en novice, 1811, locatie onbekend.
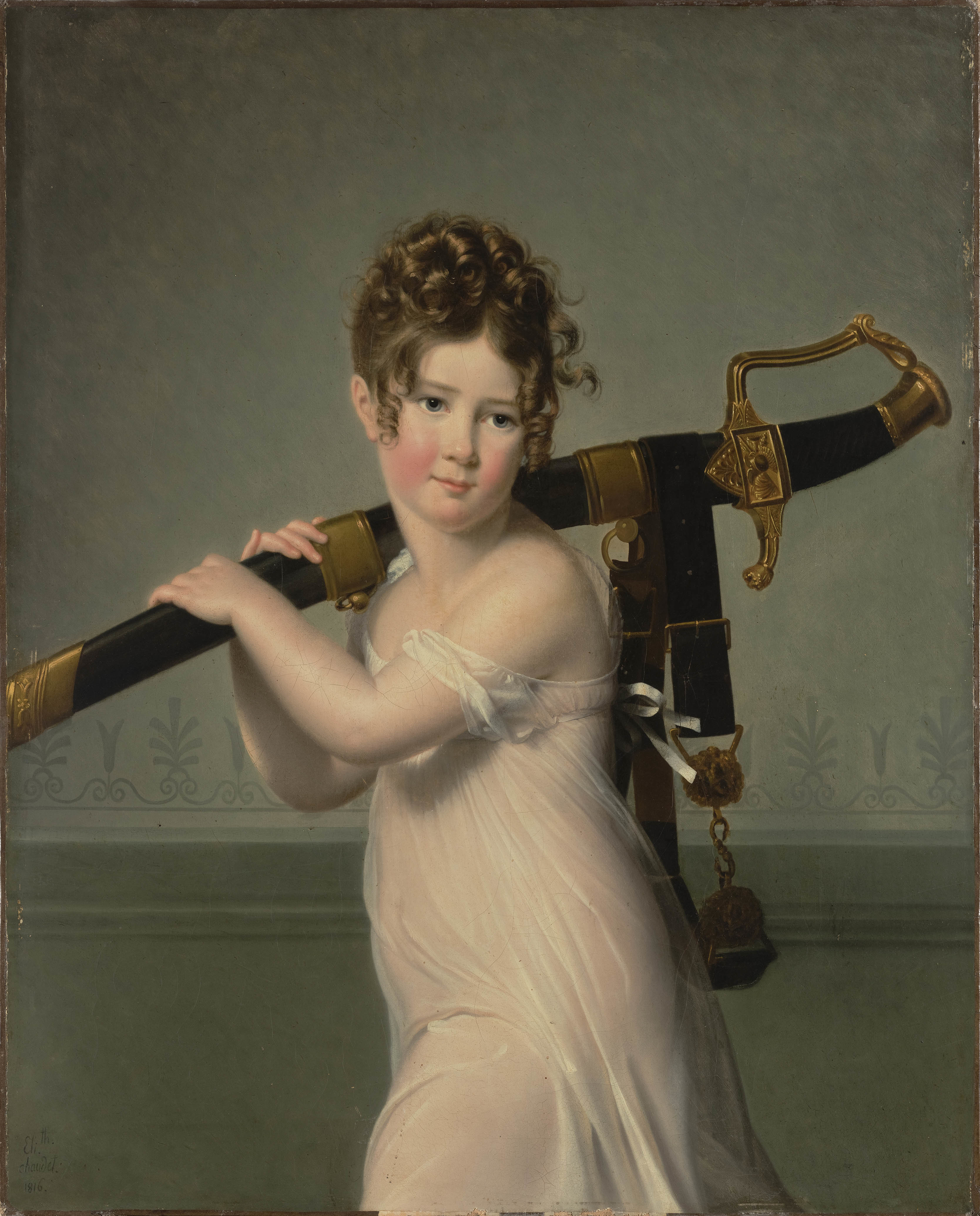
Jeune fille tenant le sabre de son père (voorheen gekend als Portrait de Madame Villot, née Barbier), 1816, olieverf op doek, locatie onbekend.
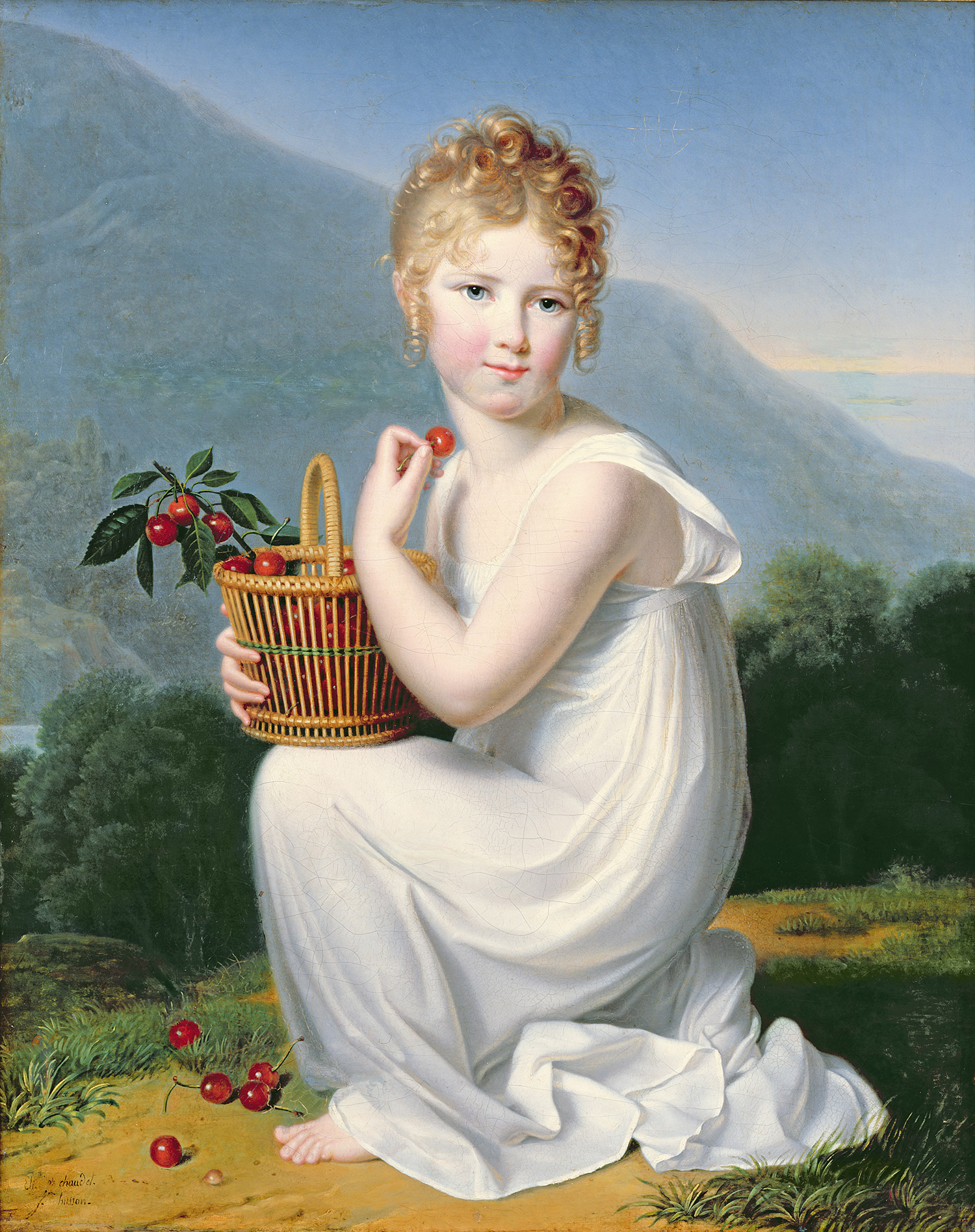
Petite fille mangeant des cerises, 1817, Musée Marmottan Monet, Parijs.

- Bibliothèque nationale de France: cb14881739z (data)
- Gemeinsame Normdatei: 13945943X
- International Standard Name Identifier: 0000 0000 7150 0425
- Library of Congress Control Number: n2024013589
- RKD-Nederlands Instituut voor Kunstgeschiedenis: 274979
- Système universitaire de documentation: 271843233
- Union List of Artist Names: 500124143
- Virtual International Authority File: 14146824581807630226
- WorldCat: E39PBJhRyTyKjVkTPcx4dTHcT3